# Plan docente
Un plan docente, guía docente, sílabo o syllabus (del latín, «compendio») es un documento que se usa en entornos académicos (escuelas, universidades, academias ...) para comunicar información acerca de una asignatura o curso académico específico, describiendo los contenidos del curso y definiendo las expectativas y responsabilidades. Por lo tanto los planes docentes deben ser de alguna manera accesibles para los alumnos interesados en tales materias. Generalmente, están escritos por el profesorado que imparte la clase, y están disponibles en las universidades o centros educativos en donde se imparten. Utiliza un registro lingüístico sencillo y descriptivo (a diferencia de un plan de estudios, que es prescriptivo o específico).
En Europa, las directrices sobre cómo se debe elaborar un plan docente y qué debe contener se marcaron en las diferentes cumbres del Espacio Europeo de Educación Superior, siendo la más importante la Declaración de Bolonia (1999), siendo su logro más importante la implantación del sistema de créditos académicos o ECTS (European Credit Transfer and Accumulation System). Desde entonces, muchos países extraeuropeos han adoptado este modelo por el beneficio de tener un sistema unitario estándar.
Los planes docentes deben ser escritos, aprobados y publicados antes del inicio de la propia asignatura y, en caso de conflicto entre las partes (alumno, profesor, universidad) sobre sus contenidos o metodologías, cumple la función de documento escrito al que referirse.

## Estructura
Un plan docente coherente consta de lo siguiente:
- Datos: nombre de la asignatura, su código universitario, datos del profesor que la imparte, su duración (que se indica preferiblemente de tres maneras: el número de horas, la fecha de inicio y fin y, más recientemente, el número de créditos o ECTS), tipología (troncal, optativa...), salidas profesionales, facultad o contexto en el que se imparte (itinerario académico), requisitos del estudiante...
- Objetivos: en este apartado se explica qué habilidades o conocimientos se espera que tengan los alumnos al final del curso.
- Contenidos: este es un índice donde se enumeran todos los temarios o unidades didácticas
- Metodología: cómo se van a ejecutar las clases, cómo actuará el profesor y qué se espera del alumno (investigación, trabajo en equipo...). Si va a ser una asignatura teórica, práctica o teórico-práctica. Si van a ser presenciales o a distancia. Si va a haber seminarios, tutorías... también se debe indicar en este apartado.
- Evaluación: en este apartado se define qué criterios de evaluación tendrá en cuenta (es decir, cómo valorará o calificará) el docente.
- Bibliografía (o recursos): por un lado la obligatoria, que son los libros (y, senso lato, los materiales) necesarios para poder asistir a esa asignatura, y por el otro la complementaria, que son los libros recomendados para que los alumnos puedan ampliar sus conocimientos.